# Marian Croak
Marian Rogers Croak é vice-presidente de engenharia do Google. Ela foi vice-presidente sênior de pesquisa e desenvolvimento da AT&T e detém mais de 200 patentes. Marian foi indicada para o Women in Technology International Hall of Fame em 2013. Em 2022, Croak foi incluída no National Inventors Hall of Fame por sua patente sobre a tecnologia VoIP (Voice over Internet Protocol). Dessa forma, ela se tornou uma das duas primeiras mulheres negras a receber essa honra, junto com Patricia Bath. A sua invenção permite que os usuários façam chamadas pela internet em vez de uma linha telefônica. Atualmente, o uso generalizado da tecnologia VoIP é vital para trabalhos e conferências remotos.

## Educação e início de carreira
Croak nasceu em 14 de maio de 1955, na cidade de Nova York. Além disso, seu pai construiu para ela um conjunto de química em casa, o que a inspirou a seguir uma carreira STEM. Mais tarde ela obteve um diploma de bacharel pela Universidade de Princeton em 1977 e um Ph.D.,  especializando-se em Análise Quantitativa e Psicologia em 1982 pela University of Southern California. Após a faculdade, ela ingressou na AT&T Bell Laboratories em 1982, onde trabalhou em diversos cargos por mais de 3 décadas.

## Carreira
Seu inicio se deu na divisão de Fatores Humanos da Bell, com o propósito específico de estudar como a tecnologia poderia ser usada para impactar positivamente a vida das pessoas. E assim, Croak começou a trabalhar em aplicativos de mensagens digitais, com o objetivo de estudar e determinar se vários aplicativos de mensagens poderiam se comunicar uns com os outros Esse tipo de pesquisa era muito nova e a forma mais antiga da Internet não se concretizaria plenamente até o ano seguinte, em 1983.
A Bell Labs queria enviar dados de voz, texto e vídeo digitalmente, em vez de usar uma linha telefônica padrão, e o mecanismo preferido para isso era o protocolo Asynchronous Transfer Mode (ATM). O TCP/IP permitiu uma forma padronizada de empacotar e comunicar informações.

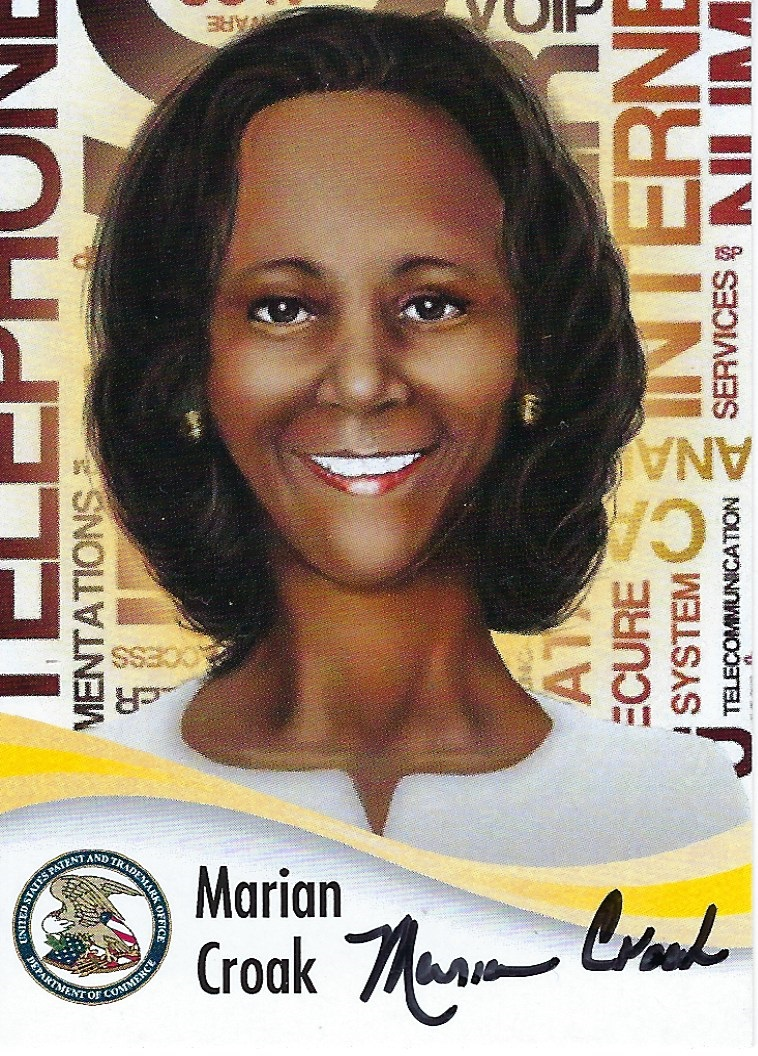
do Escritório de Marcas e Patentes dos Estados Unidos

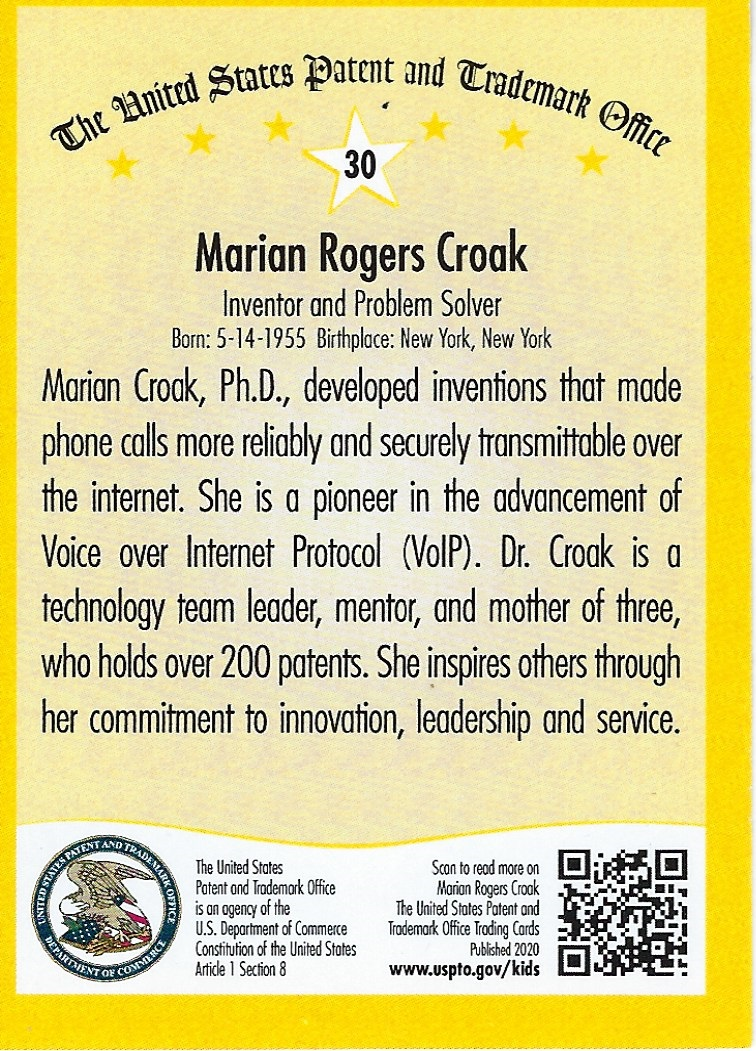
Verso do cartão colecionável

Enquanto ela estava na AT&T, Croak e sua equipe, contemplaram o potencial das telecomunicações digitais trabalhando no avanço das tecnologias de Voz sobre Protocolo de Internet (VoIP) e convertendo dados de voz em sinais digitais que poderiam ser facilmente transmitidos pela Internet em vez de usar linhas telefônicas tradicionais. Portanto, Seu trabalho ampliou as capacidades de conferência de áudio e vídeo .
Concomitante, ela patenteou a tecnologia que permitia aos usuários de celular doar dinheiro para organizações usando mensagens de texto, desenvolveu essa tecnologia após o furacão Katrina e revolucionou a forma como as pessoas doam para as organizações de caridade quando ocorre um desastre natural. Além disso, ela recebeu o Thomas Edison Patent Award de 2013 por esta tecnologia. Foi inspirada a fazer isso depois de ver a AT&T desenvolver uma tecnologia que ajudou o American Idol a criar um sistema de votação que dependia de mensagens de texto em vez de chamadas de voz, em 2003. A tecnologia que ela criou com o co-inventor Hossein Eslambolchi não foi finalizada até outubro de 2005, alguns meses após o furacão Katrina. Mas, por meio dessa tecnologia, após o terremoto no Haiti em 2010, mais de US$ 43 milhões em doações foram arrecadados por organizações de socorro por meio de doações por mensagem de texto.
Antes de deixar a AT&T, ela chegou a ocupar o cargo de vice-presidente sênior de infraestrutura de aplicativos e serviços, gerenciou mais de 2.000 engenheiros e cientistas da computação responsáveis por mais de 500 programas que impactavam os serviços de telefonia fixa e mobilidade para empresas e consumidores da AT&T Sendo responsável desde a realização do produto e planejamento do serviço até o desenvolvimento e teste..
Marian Croak ingressou no Google em 2014, como vice-presidente do grupo de engenharia. Sendo ela responsável por expandir o que a Internet é capaz de fazer em todo o mundo e aumentar o acesso à Internet no mundo em desenvolvimento. Criou um novo centro de especialização em IA responsável com foco no desenvolvimento ético de IA dentro do Google Research. Croak também trabalha em esforços de justiça racial no Google e continua com seu objetivo de incentivar mulheres e meninas na engenharia.
Croak foi introduzido no National Inventors Hall of Fame (NIHF), na National Academy of Engineers e na American Academy of Arts and Sciences em 2022. Por causa disso, ela se tornou uma das duas primeiras mulheres negras a serem empossadas no NIHF. Atualmente juntando-se às fileiras de 48 outras mulheres empossadas e 30 outras empossadas negras.

## Patentes
Ela recebeu mais de 200 patentes, quase metade das quais em VoIP. Muitas de suas invenções estabelecem as bases para as redes digitais que conhecemos e usamos hoje Foi incluída no National Inventors Hall of Fame em 2022 por sua patente Tecnologia VoIP US Patent No. 7.599.359 Método e aparelho para monitorar o desempenho de ponta a ponta em uma rede. Hoje, o uso generalizado da tecnologia VoIP é vital para trabalhos e conferências remotos, bem como para comunicações pessoais. Ao longo dos anos, o VoIP como tecnologia continuou a evoluir. Prevê-se que o mercado de chamadas VoIP internacionais detenha uma parcela significativa de todas as conversas até 2025. VoIP tinha um tamanho de mercado estimado de $ 30 bilhões em 2020 e está projetado para crescer para $ 95 bilhões até 2027.
Assim, ela recebeu uma patente em 2005 para doações baseadas em texto para caridade, junto com o co-inventor Hossein Eslambolchi, Patente dos EUA 7.715.368 Método e Aparelho para debitar dinamicamente uma doação. Essa tecnologia permite que uma rede identifique uma instituição de caridade específica, forneça o financiamento designado para a instituição de caridade e, em seguida, faça com que o provedor de serviços de rede cobre o doador original em sua fatura mensal.

## Vida pessoal
Marian Croak ganhou o Edison Patent Awards em 2013 e 2014. E atualmente é membro do Conselho Consultivo Corporativo da Viterbi School of Engineering em sua alma mater, a University of Southern California. Ademais, também foi membro do conselho de organizações como a Alliance for Telecommunications Industry Solutions; o Museu do Holocausto e dos Direitos Humanos (Nova Jersey); e o Conselho Nacional de Ação para Minorias em Engenharia. Tem três filhos adultos.